# Muyudesmus insulais
Muyudesmus insulais är en mångfotingart som beskrevs av Kraus 1960. Muyudesmus insulais ingår i släktet Muyudesmus och familjen fingerdubbelfotingar. Inga underarter finns listade i Catalogue of Life.